# Zubairu Ibrahim
Zubairu Ibrahim (Acra, Ghana, 2 de junio de 2004) es un futbolista ghanés que juega como delantero en el Partizán de Belgrado de la Superliga de Serbia.

## Trayectoria
Jugaba en el King Faisal Babes antes de trasladarse a Europa en verano de 2022 para jugar en el FK Jedinstvo Ub.

## Selección nacional
Formó parte de las selecciones de Ghana sub-20 y Ghana sub-23.

## Estadísticas

### Clubes
Actualizado al último partido disputado el 20 de octubre de 2024.
| Club                        | Div.          | Temporada     | Liga  | Liga  | Liga   | Copas nacionales | Copas nacionales | Copas nacionales | Copas internacionales | Copas internacionales | Copas internacionales | Total | Total | Total  |
| Club                        | Div.          | Temporada     | Part. | Goles | Asist. | Part.            | Goles            | Asist.           | Part.                 | Goles                 | Asist.                | Part. | Goles | Asist. |
| --------------------------- | ------------- | ------------- | ----- | ----- | ------ | ---------------- | ---------------- | ---------------- | --------------------- | --------------------- | --------------------- | ----- | ----- | ------ |
| King Faisal Babes Ghana     | 1.ª           | 2020-21       | 24    | 7     | 0      | —                | —                | —                | —                     | —                     | —                     | 21    | 7     | 0      |
| King Faisal Babes Ghana     | 1.ª           | 2021-22       | 23    | 7     | 0      | —                | —                | —                | —                     | —                     | —                     | 23    | 7     | 0      |
| King Faisal Babes Ghana     | Total club    | Total club    | 47    | 14    | 0      | 0                | 0                | 0                | 0                     | 0                     | 0                     | 47    | 14    | 0      |
| FK Jedinstvo Ub Serbia      | 2.ª           | 2022-23       | 24    | 7     | 2      | —                | —                | —                | —                     | —                     | —                     | 24    | 7     | 2      |
| FK Jedinstvo Ub Serbia      | 2.ª           | 2023-24       | 35    | 13    | 7      | 1                | 0                | 0                | —                     | —                     | —                     | 36    | 13    | 7      |
| FK Jedinstvo Ub Serbia      | Total club    | Total club    | 59    | 20    | 9      | 1                | 0                | 0                | 0                     | 0                     | 0                     | 60    | 20    | 9      |
| Partizán de Belgrado Serbia | 1.ª           | 2024-25       | 8     | 4     | 2      | 0                | 0                | 0                | 5                     | 0                     | 1                     | 13    | 4     | 3      |
| Partizán de Belgrado Serbia | Total club    | Total club    | 8     | 4     | 2      | 0                | 0                | 0                | 5                     | 0                     | 1                     | 13    | 4     | 3      |
| Total carrera               | Total carrera | Total carrera | 114   | 38    | 11     | 1                | 0                | 0                | 5                     | 0                     | 1                     | 120   | 38    | 12     |